# Суй Баоку
Суй Баоку (кит. упр. 隋•宝库, пиньинь Sui Baoku, род. 25 апреля 1986 года в г. Цзямусы, провинция Хэйлунцзян) — китайский шорт-трекист. Участвовал в Олимпийских играх 2006 года, многократный призёр чемпионатов мира. Окончил Пекинский спортивный университет на факультете физического воспитания.

## Биография
Суй Баоку в юном возрасте проявил отличные спортивные способности в конькобежном спорте и в 1998 году, когда ему было 12 лет, привлёк большое внимание. В 2001 году был выбран в спортивную команду Цзямусы, и в течение года был принят в команду провинции Хэйлунцзян. В августе 2002 года он был выбран в национальную молодежную сборную и дебютировал в национальной сборной в сезоне 2002/03 годов осенью на Кубке мира в Солт-Лейк-Сити, где сразу выиграл золотую медаль в беге на 1500 м, серебряную на 3000 м и две бронзовые в многоборье и в эстафете. 
На 10-х Национальных зимних играх, состоявшихся в январе 2003 года победил лидера отечественного шорт-трека Ли Цзяцзюня в гонке преследования на 7 кругов. Вскоре после этого он выиграл 3 золотые и 2 серебряные медали на национальном чемпионате от команды Хэйлунцзянского центра ледовой подготовки.
В марте 2003 года выиграл бронзовую медаль на командном чемпионате мира в Будапеште.В сезоне 2003/04 годов на Кубке мира в Калгари и Чонджу занял 1-е место в эстафетной гонке, в Бормио стал 2-м, а в Маркетте занял 3-е место.
В январе 2004 года на юниорском чемпионате мира в Пекине занял 8-е место в личном зачёте многоборья. В марте стал серебряным призёром чемпионата мира в Гётеборге в эстафете. В сезоне 2004/05 на Кубке мира в Мэдисоне и Сагенее вновь стал 2-м в эстафете, в Харбине занял 3-е место в эстафете. На Кубке мира в эстафете занял 2-е места в Сеуле и Ханчжоу и 3-е место в Гааге.
В январе 2005 года на зимней Универсиаде в Инсбруке выиграл две бронзы в беге на 500 и 3000 метров и серебро в эстафете, а в марте на очередном командном чемпионате мира в Чхунчхоне он выиграл бронзу вместе с командой и на чемпионате мира в Пекине занял 4-е место в эстафете и 13-е в многоборье. В октябре на 10-й Спартакиаде народов Китая завоевал серебряную медаль в индивидуальном многоборье. 
На Кубке мира сезона 2005/06 годов в эстафете занял 2-е места в Сеуле и Ханчжоу и 3-е место в Гааге. На следующий год в феврале на зимних Олимпийских играх в Турине с командой занял 5-е место в эстафете, в марте на командном чемпионате мира в Монреале вновь завоевал бронзовую медаль, а на чемпионате мира в Миннеаполисе выиграл серебряную медаль в эстафете. 
В сезоне 2006/07 на Кубке мира Суй Баоку вновь поднимался на подиумы только в эстафетах: в Чанчуне - 3-е место, Чонджу и Сагенее - 2-е место и в Будапеште занял 1-е место. В феврале 2007 года на зимних Азиатских играх в Чанчуне завоевал золотую медаль в беге на 1500 м со временем 2:20,590 сек, серебряную в эстафете и бронзовую в беге на 1000 м. На соревнованиях Элитной Национальной лиги в Чанчуне выиграл на дистанции 1000 м.
На командном чемпионате мира в Харбине поднялся с партнёрами на 4-е место. На Кубке мира сезона 2008/09 годов в Нагано занял 3-е место в эстафете, в Пекине выиграл две бронзы в беге на 500 м и в эстафете, в Софии поднялся на 2-е место, а в феврале 2009 года в Дрездене выиграл золото в эстафете. В марте занял 8-е место в общем зачёте и 2-е место в эстафете на чемпионате мира в Вене и 4-е место на командном чемпионате мира в Херенвене. 
В апреле 2009 года на 11-х Национальных играх занял 1-е место на дистанции 1500 метров со временем 2:19,326 сек. Осенью на Кубке мира лучшее 7-е место занял в беге на 1000 м, а в эстафете стал 2-м на этапе в Пекине. В 2011 году на зимней Универсиаде в Эрзуруме завоевал бронзовую медаль на дистанции 1000 м и золотую в эстафете, а позже выиграл на дистанции 1000 м на соревнованиях в Национальной лиге.
В настоящее время Суй Баоку преподает в Академии ледовых и снежных видов спорта Пекинского института физического воспитания.

## Личная жизнь
В 2017 году он женился, а в 2021 году у него родилась дочь.